# Ceriana mellivora
Ceriana mellivora är en tvåvingeart som först beskrevs av Shannon 1927.  Ceriana mellivora ingår i släktet griffelblomflugor, och familjen blomflugor. Inga underarter finns listade i Catalogue of Life.